# Assedio di Schoonhoven (1575)
L'assedio di Schoonhoven fu un assedio combattuto nell'ambito della guerra degli ottant'anni che perdurò dall'11 al 23 agosto 1575 presso la città di Schoonhoven, nell'Olanda meridionale (attuali Paesi Bassi).
Il 28 giugno 1575, tra 8000 e 10 000 soldati spagnoli guidati da Gilles de Berlaymont, signore di Hierges e Statolder di Gheldria, Olanda, Zelanda e Utrecht, presero possesso della città di Buren, ed il 7 agosto di quella di Oudewater. Il comandante spagnolo continuò la sua marcia raggiungendo la città di Schoonhoven l'11 agosto.
Dopo tredici giorni d'assedio e una coraggiosa ma futile resistenza, le forze ribelli olandesi guidate da De La Garde, composte da olandesi, inglesi, scozzesi, francesi e valloni (in tutto circa 700 soldati), si arresero alle truppe spagnole il 23 agosto. La popolazione locale, restia ad aiutare i ribelli, ricevette con grande gioia Berlaymont e le sue truppe.
Due settimane dopo, le forze spagnole al comando di Charles de Brimeu, conte di Megen, marciarono verso Woerden e vi posero assedio dall'8 settembre.